# نبولایزر

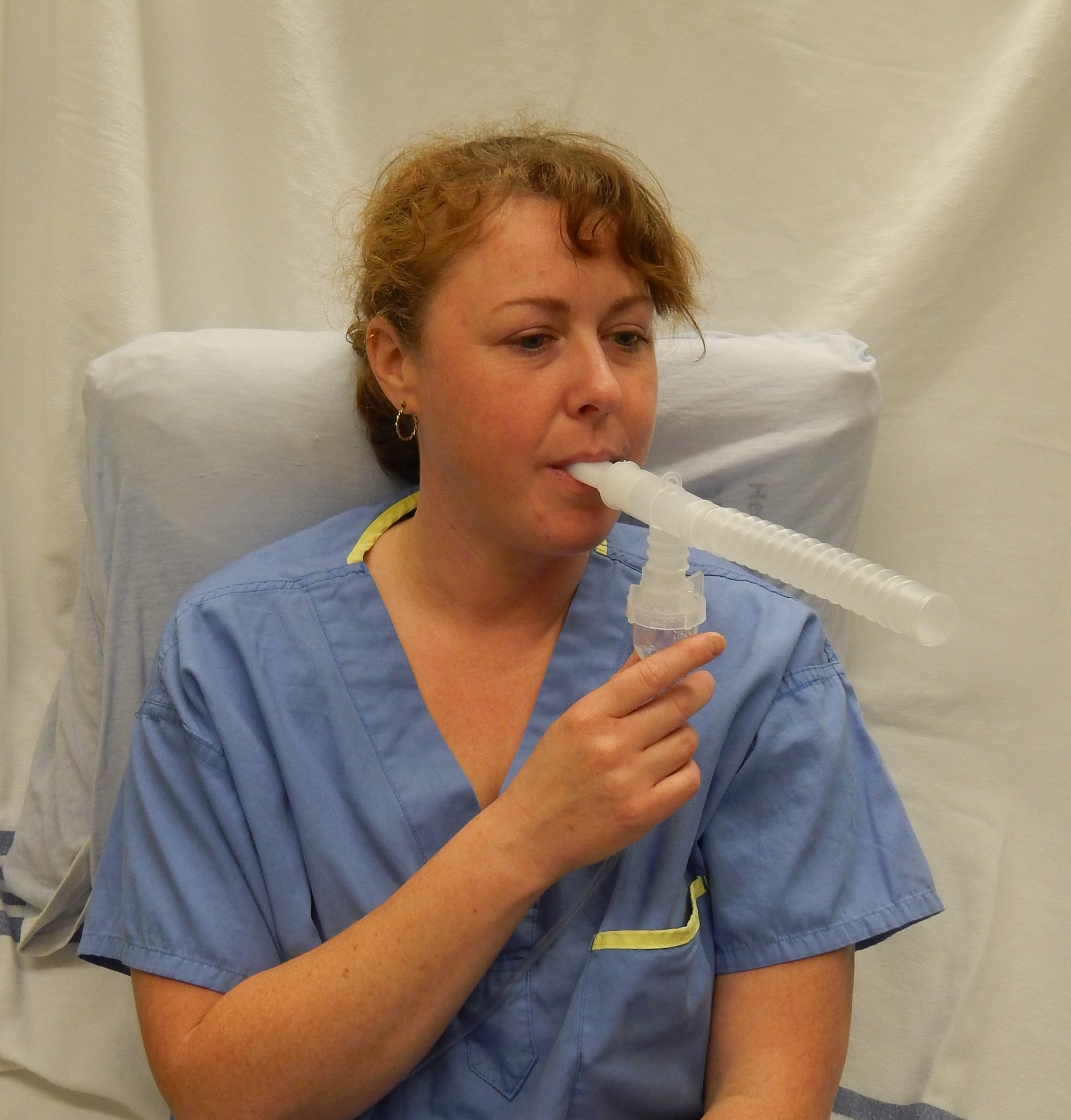
راه اندازی دستگاه ربولایزر

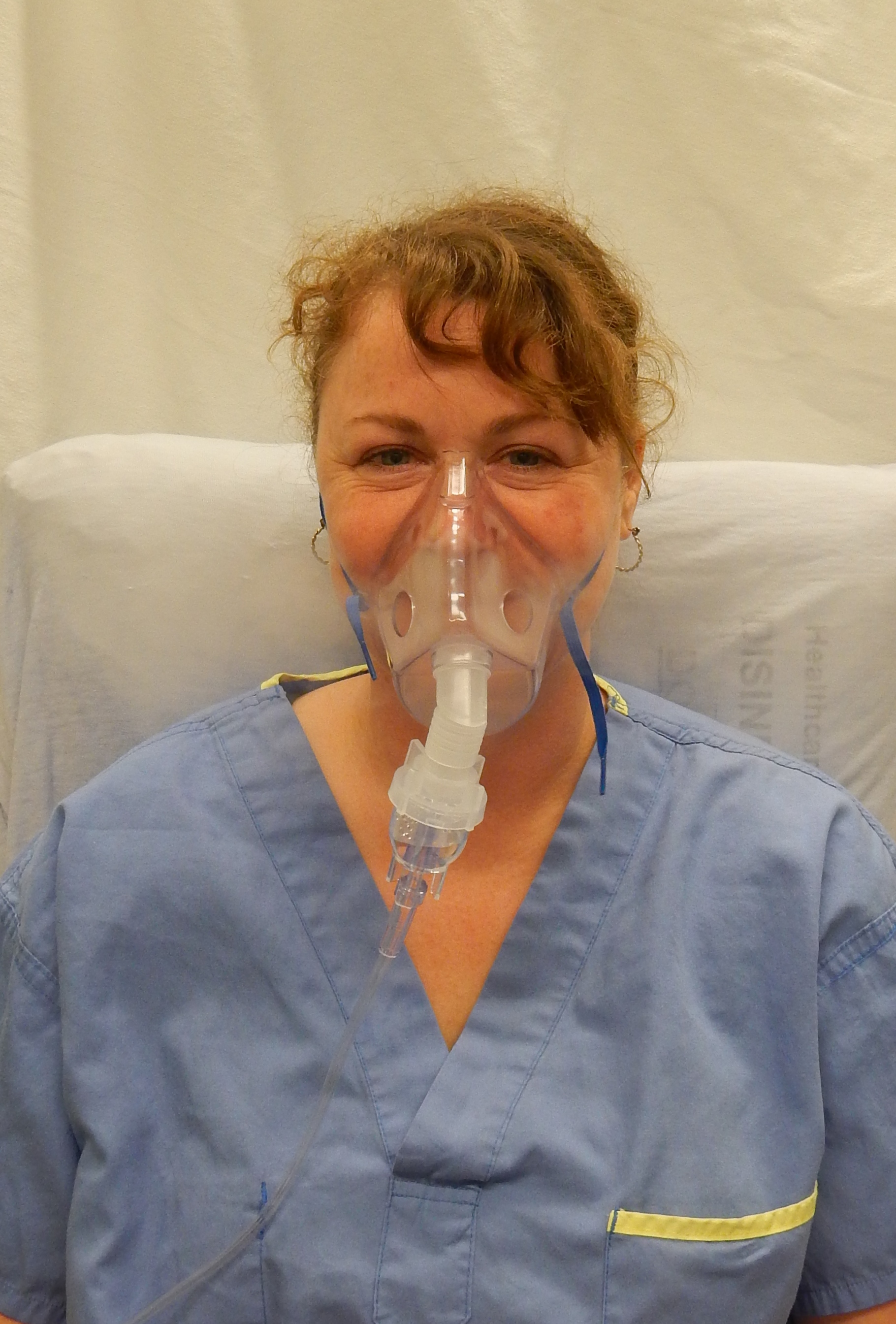
نمونه دیگری از ربولایزر

نبولایزر یا ریزپاش وسیله‌ای برای رساندن دارو به قسمت‌های مختلف دستگاه تنفس از طریق استنشاق می‌باشند، این درمان به‌خصوص در وضعیت‌هایی مانند برونشیت و آسم شدید بسیار مؤثر هستند و به دلیل سریع بودن تأثیر دارو و جلوگیری از تأثیر دارو بر بافتهای دیگر بدن بسیار مورد توجه می‌باشد و با توجه به نوع داروی مصرفی باعث بهبود تهویه، افزایش عملکرد ماهیچه‌های تنفسی، بهبود استقامت فعالیت‌های عمومی، جلوگیری از تجمع ترشحات ریوی، بهبود سرفه، پیشگیری از آتلکتازی، کاهش‌چسبندگی، کمک به بازگشت خون، کاهش درد و کاهش اسپاسم می‌شود. روش‌های دیگر استفاده از دارو مانند خوراکی و تزریقی برای مشکلات دستگاه تنفس کمتر مؤثر و مورد استفاده می‌باشند.

## اهمیت ریه
ریه‌ها مهمترین قسمت دستگاه تنفسی هستند که در عمل تبادل گازهای تنفسی جهت تأمین اکسیژن بافت‌های مختلف بدن و دفع دی‌اکسید کربن نقش دارند. برونش ها- برونشیول‌ها و آلوئول‌ها از اجزای مهم هر کدام از ریه‌ها محسوب می‌شوند که در یک بیماری تنفسی ممکن است درگیر شوند. گاهی ضایعه در بافت ریه یا عروق خونی آن ایجاد می‌گردد. بیماری‌های ریوی در هر سال بسیاری از افراد جامعه را مبتلا می‌کنند که باعث کاهش سطح عملکرد فرد در فعالیت‌های روزمره می‌گردند میزان اختلال در عملکرد تنفس در یک بیماری ریوی به نوع بیماری و وسعت آسیب وارده بستگی دارد. حدود ۱۰۰ میلیون نفر از مردم جهان از آسم، بیماری مزمن دستگاه تنفس رنج می‌برند. آسم سبب سرفه یا تنگی مجرای تنفسی می‌شود.

## انواع نبولایزر
نبولایزرها به دو گروه کلی مکانیکال (Homemade ، Soft mist inhaler و Human powered nebulizer) و الکتریکال ( Vibrating mesh technology و اولتراسونیک) تقسیم بندی می‌شوند.
- پنوماتیک (فعال شده توسط هوای فشرده): جهت رساندن ذرات نبولایز شده دارو به برونش‌ها، باید این اجزاء به اندازه‌های حداقل ۵ تا ۱۰میکرون تبدیل شوند.
- تکنولوژی مش کپ (Vibrating mesh technology): برای تأثیر بر برونشیول‌ها به اندازه ۲ تا ۶ میکرون کوچک شوند.
- اولتراسونیک (Ultrasonic wave nebulizer): درصورتی که این دارو به ذرات حدود نیم تا ۲ میکرون تبدیل شوند بر آلوئولها اثر خواهند گذاشت. کوچک شدن اندازه ذرات دارو بستگی به نوع دارو و جایگاه اثر آن‌ها خواهد داشت، بنابراین از تکنولوژی‌های مختلف برای نبولایز استفاده می‌شود.

## اصول عملکرد نبولایزرها
پنوماتیک نبولایزر آب را به ذرات ریز تقسیم می‌کند. این کار توسط اکسیژن فشرده یا هوای فشرده که توسط یک سیلندر یا پمپ هوا برای کمپرس کردن هوا در داخل دستگاه تعبیه شده تأمین می‌شود، صورت می‌گیرد.
گاز از طریق یک روزنه خارج شده، که از بالای یک لوله مویین حاوی محلول دارو عبور می‌کند. به‌علت فشار منفی ایجاد شده از حرکت هوای فشرده شده، دارو از دیواره مویین محفظه به بالا کشیده شده و از قسمت انتهایی نبولایز می‌شود. این قسمت را شیر ورچوال می‌نامند. این ذرات پس از عبور از یک قسمت که برای جداسازی هوای دم و بازدم است به بیمار داده می‌شود.
نگهداشت نبولایزرهای کمپرسری: باید محفظه دارو برای هر بیمار اختصاصی باشد و بعد از هربار مصرف دارو این محفظه شسته شود. برای ورود هوا به دستگاه فیلتری تعبیه شده تا از ورود ذرات معلق و حشرات جلوگیری شود که باید از تمیز بودن ان مطمئن شد. همچنین پمپ هوا که معولا از برق شهری استفاده می‌کند معمولاً در سال نیاز به کنترل دارد.
مش کپ نبولایزرها با استفاده از یک صفحه با سوراخهای میکروسکوپی که باعث کوچک شدن قطرات دارو می‌شوند و استفاده از یک پیزوی کوچک برای پرتاب دارو به این صفحه می‌توانند ذرات دارو را به اندازه ۲ تا ۶ میکرون کوچک کنند. همچنین این نوع از نبولایزرها معمولاً ابعاد بسیار کوچکی دارند که باعث شده تا به عنوان نبولایزرهای همراه استفاده شود.
نگهداشت نبولایزرهای با تکنولوژی مش کپ: معمولاً این نوع نبولایزر با باتری کار می‌کند و بهتر ان است که از باتری الکالاین استفاده شود. شستشوی محفظه دارو باید با دقت و ظرافت انجام شود و از خشک شدن دارو در این قسمت جلوگیری شود.
نبولایزر اولتراسونیک شامل بخش‌های اسیلاتور الکترونیک، مبدل اولتراسوند یا کریستال پیزوالکتریکی، محفظه کوپلینگ که معمولاً پر شده از آب
محفظه داروی نبولایزر و فن برای خروجی هوا می‌باشد. برخی سازنده‌ها قسمت‌های اضافی برای هماهنگ کردن نبولایزر برای درمان با دارو با اکسیژن یا برای استفاده همرا ه با مدار تنفسی ونتیلاتور فراهم می‌کنند.
برای شروع یک ولتاژ الکتریکی فرکانس بالا به کریستالپیزو الکتریک در مدار نوسان ساز اعمال می‌شود و مبدل پیزو الکتریک سیگنال الکتریکی اعمال شده را به نوسانات مکانیکی تبدیل می‌کند. این نوسانات امواج صوتی با فرکانس ۱ تا ۲ مگاهرتز در محفظه کوپلینگ ایجاد می‌کند. آب مقطر به عنوان ماده کوپلینگ، امواج صوتی را به محلول داخل محفظه دارو هدایت می‌کند. امواج اولتراسوند سبب شکل‌گیری حباب‌هایی در مایع می‌شود و ذرات مایع با رسیدن موج به سطح مایع، شکل فورانی پیدا می‌کنند و به شکل ذرات معلق در نزدیکی سطح مایع در هوا پراکنده می‌شوند. با فشار هوای ایجاد شده توسط فن دستگاه این ذرات به بیرون محفظه انتقال پیدا می‌کند. هرچه فرکانس بالاتر باشد اندازه ذرات کوچکتر است.